# 陈新甲
陳新甲（？—1642年 ），四川長壽縣（今长寿区）人。明末政治人物，崇禎朝的重臣。因失陷城寨而被斬。

## 生平

### 致洪承畴降清
萬歷舉人，任直隸定州知州。崇禎元年（1628年），入刑部員外郎。崇禎七年九月擢右僉都御史，崇禎十三年官至兵部尚書。起用傅宗龍、孫傳庭等人。松錦之戰时，一开始洪承畴和崇祯帝都认为应该持重缓进，“承畴以兵分力弱，意主持重以待。帝以为然”，但陈新甲主張速战速决，坚持要求分四道夹攻，并派张若麒和马绍愉监督洪承畴的战事，以袁崇焕斩毛文龙之事谈款逼迫洪承畴出战。张若麒则倚仗陈新甲，架空洪承畴，夺其兵权。
洪承畴恐因此被杀，不得已出战，結果大敗，明军被围歼，致洪承疇降清。三月，松山、锦州相继失守，言官皆彈劾陈新甲、张若麒之失誤，新甲乞罷不許。“是时，闯贼蹂躏河南，开封屡被围，他郡县失亡相踵，总督傅宗龙、汪乔年出关讨贼，先后陷殁，贼势愈张。言官劾新甲者，章至数十。新甲请罪章亦十余上”。

### 议和
崇禎十五年，崇禎帝密召新甲主持議和，由馬紹愉北上洽談，一日，馬紹愉從邊關發回議和條件的密函，陳新甲置於案上，其家童誤以為是《塘報》，交給各省駐京辦事處傳抄，事起洩露，群臣嘩然，新甲不引罪，反自詡其功。崇禎更加憤怒。給事中馬嘉植又彈劾新甲。崇禎十五年七月二十九日將陳新甲下獄，新甲從獄中上書乞宥，崇禎不許。新甲只得賄賂高層，給事中廖國遴、楊枝起等多方營救，大學士周延儒、陳演亦大力援救，拒不聽。后陈新甲因失陷城寨为罪名而斬首，九月二十二日斬於市。陳新甲既死，明朝喪失最後一次議和的機會。

### 身后之事
南明弘光時，进为太仆寺少卿的马绍愉想为陈新甲平反，但立刻遭到了朝臣以陈新甲误国为由而反对。

## 延伸阅读
[在维基数据编辑]
 《明史卷二百五十七》，出自《明史》